# Scottish Hockey Union
De Scottish Hockey Union is de nationale hockeybond van Schotland. Engeland en Wales beschikken ieder over een eigen hockeybond en Noord-Ierland beschikt samen met Ierland een Ierse hockeybond.
De bond is aangesloten bij de EHF en de FIH. De bond is verantwoordelijk voor alle veld- en zaalhockey activiteiten in Schotland en rondom de nationale ploegen. De bond is verder onderverdeeld in regionale onderbonden. 

## Nationale ploegen
- Schotse hockeyploeg (mannen)
- Schotse hockeyploeg (vrouwen)